# Recensământul din 1930

Județele și provinciile României în 1930

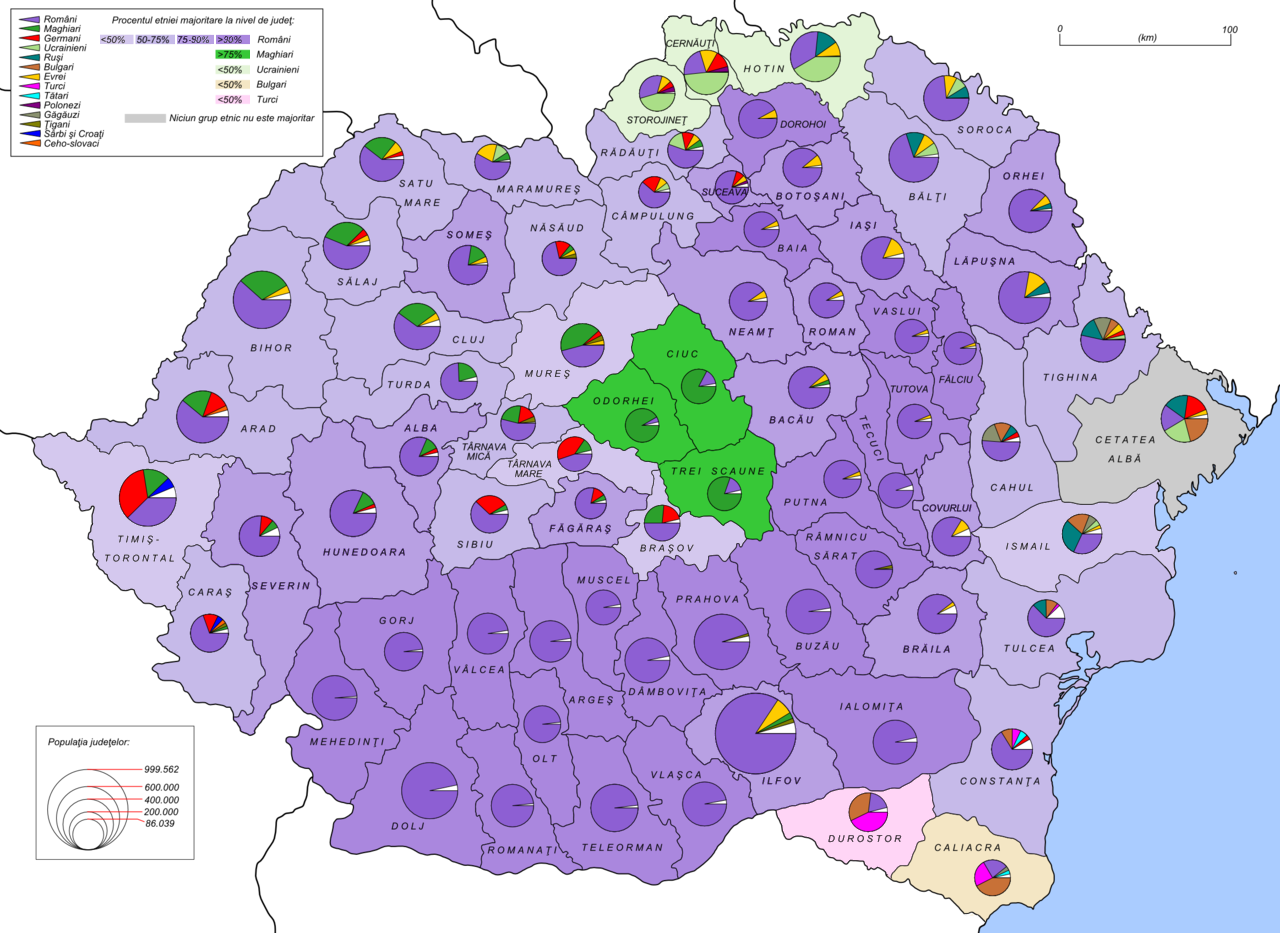
Harta etnică la nivel de județe în 1930

Recensământul general al populației României din 1930 a fost primul recensământ al populației României regale întregite. Recensământul a fost organizat și desfășurat conform cerințelor științifice moderne ale acelei perioade. Pentru prima dată în Regatul României, datele s-au prelucrat cu ajutorul echipamentelor de calcul (mecanografice). Recensământul a fost realizat la data de 29 decembrie 1930. 

## Metodologie
Teritoriul României a fost grupat statistic în nouă provincii, corespunzătoare provinciilor istorice. În cele nouă provincii au fost grupate județele aferente, după cum urmează:

## Structura etnică
Conform datelor acestui recensământ, România avea 18.057.028 locuitori dintre care: 
- români - 12.981.324 (71,89%)
- maghiari - 1.425.507 (7,89%)
- germani - 745.421 (4,13%)
- evrei - 728.115 (4,03%)
- ruteni - 582.815 (3,22%)
- ruși - 409.150 (2,26%)
- bulgari - 366.384 (2,03%)
- țigani - 262.501 (1,45%)
- turci - 154.772 (0,86%)
- sârbi, croați și sloveni - 51.062 (0,28%)
- polonezi - 48.310 (0,27%)
- greci - 26.425 (0,14%)[1].

## Urbanizarea
Cele mai populate orașe erau: București - 570.881 locuitori (639.040 - incluzând 12 comune suburbane), Chișinău - 114.896 locuitori, Cernăuți - 112.427 locuitori, Iași - 102.872 locuitori, Cluj - 100.844 locuitori, Galați - 100.611 și Timișoara - 91.580 locuitori.

## Materiale documentare

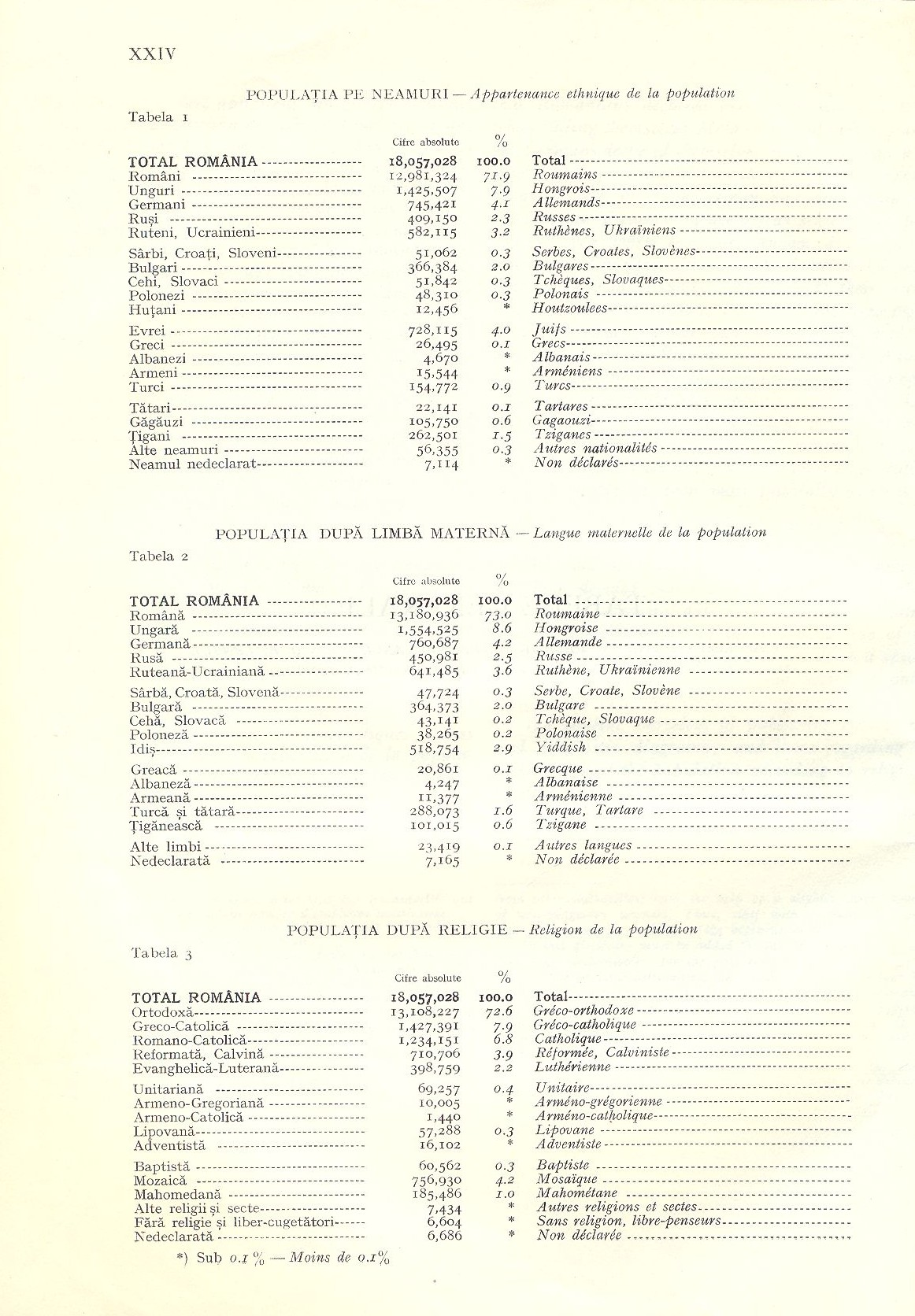
Centralizator: etnie, limbă maternă, religie
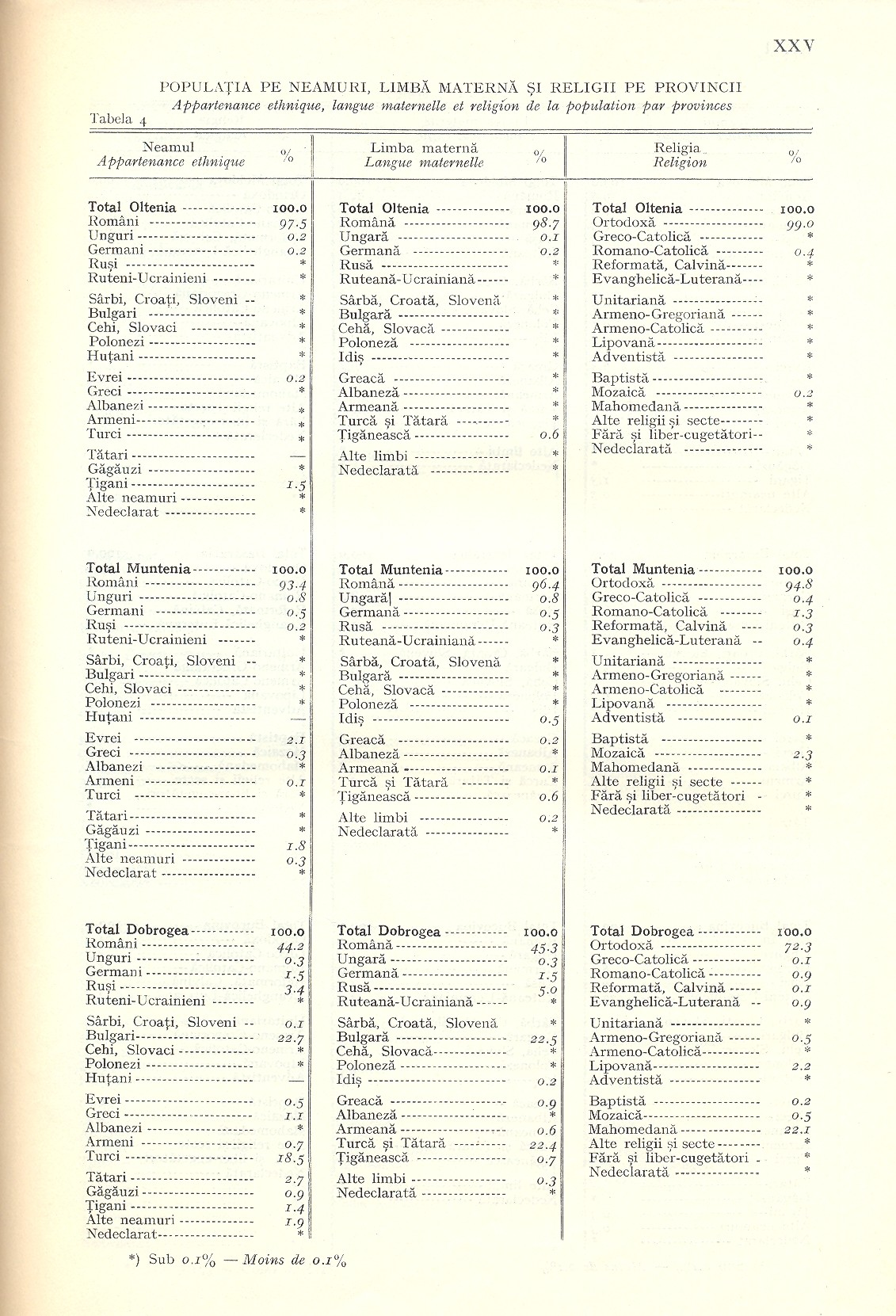
Populația după etnie, limbă maternă și religie, pe provincii
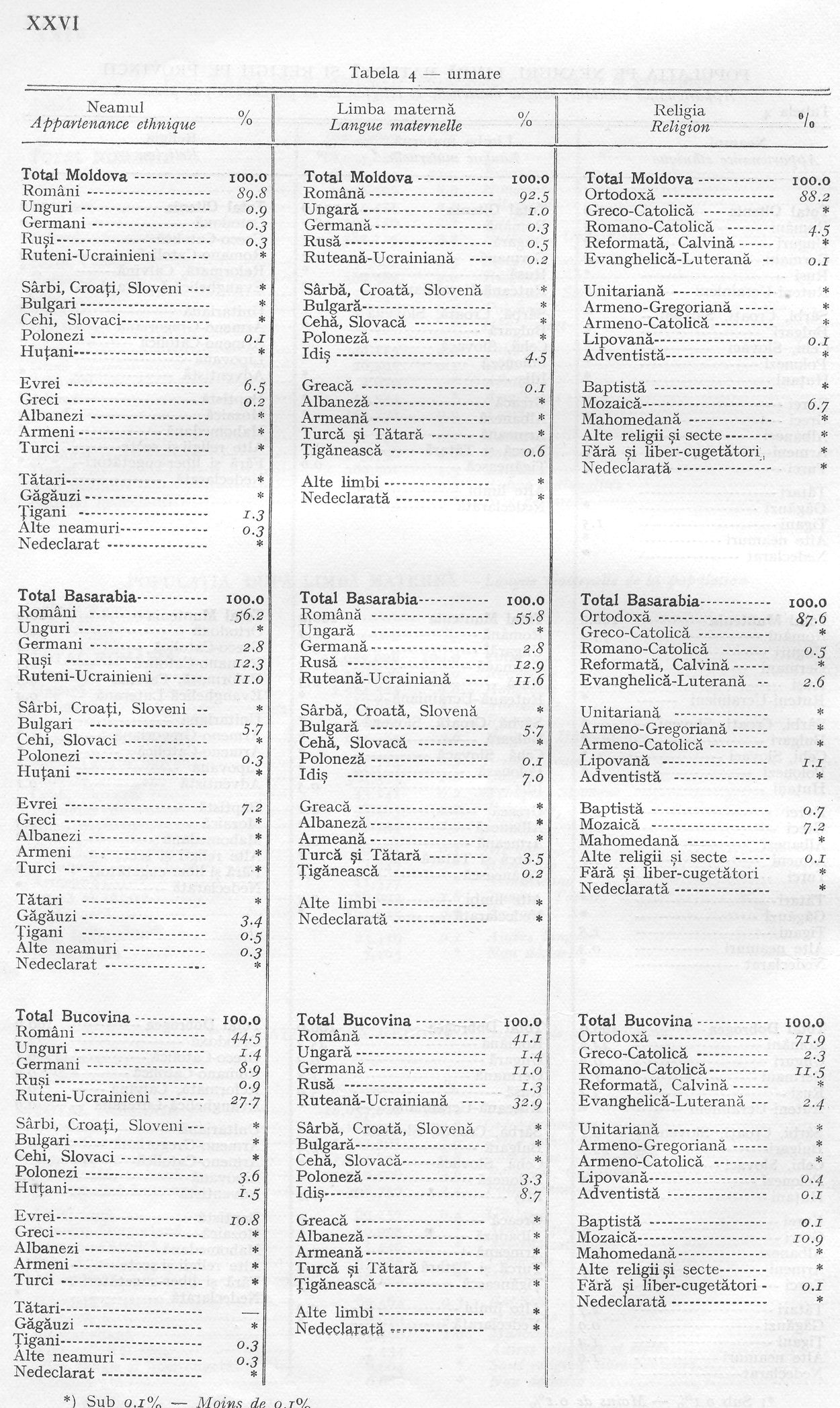
Populația după etnie, limbă maternă și religie, pe provincii
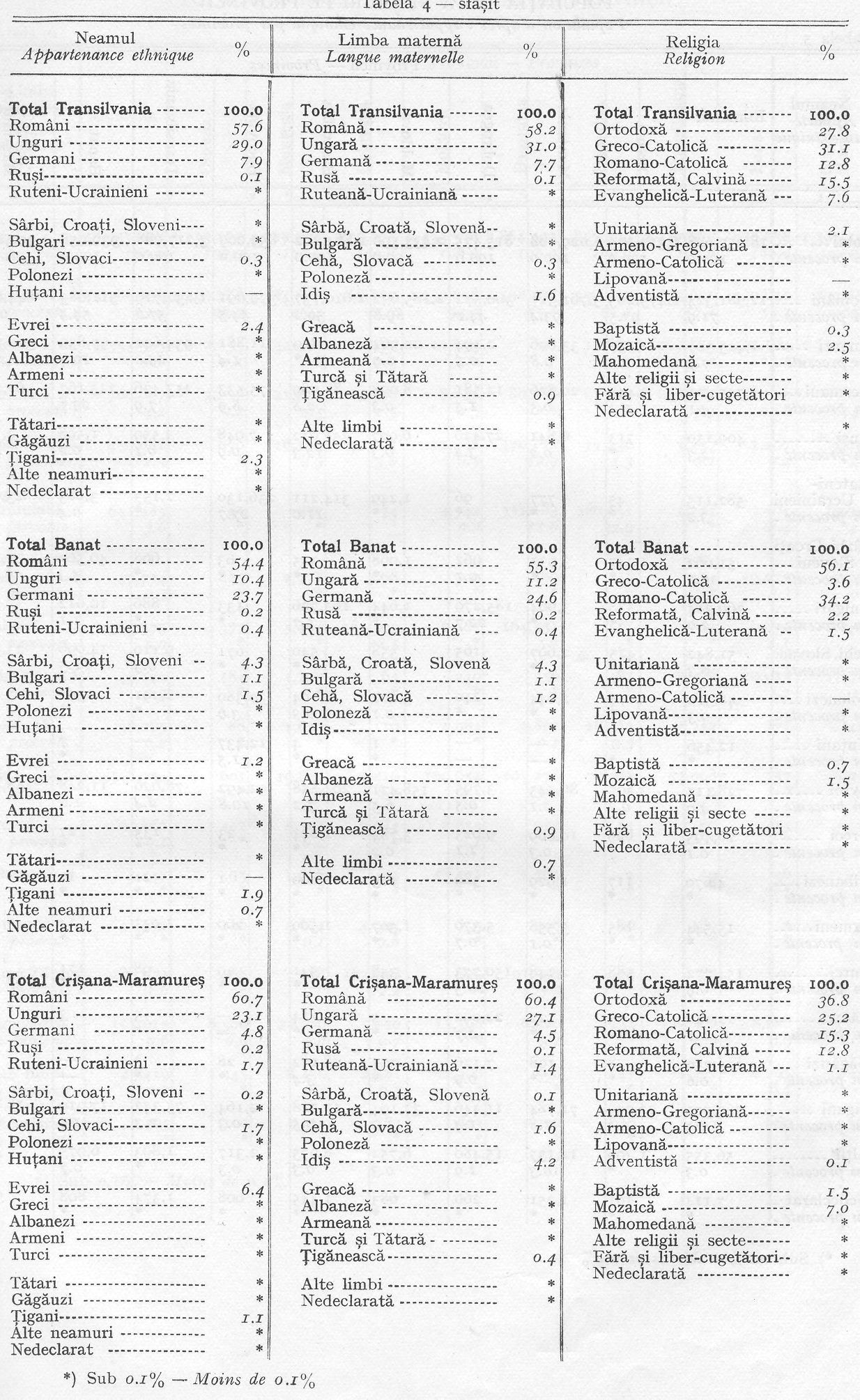
Populația după etnie, limbă maternă și religie, pe provincii
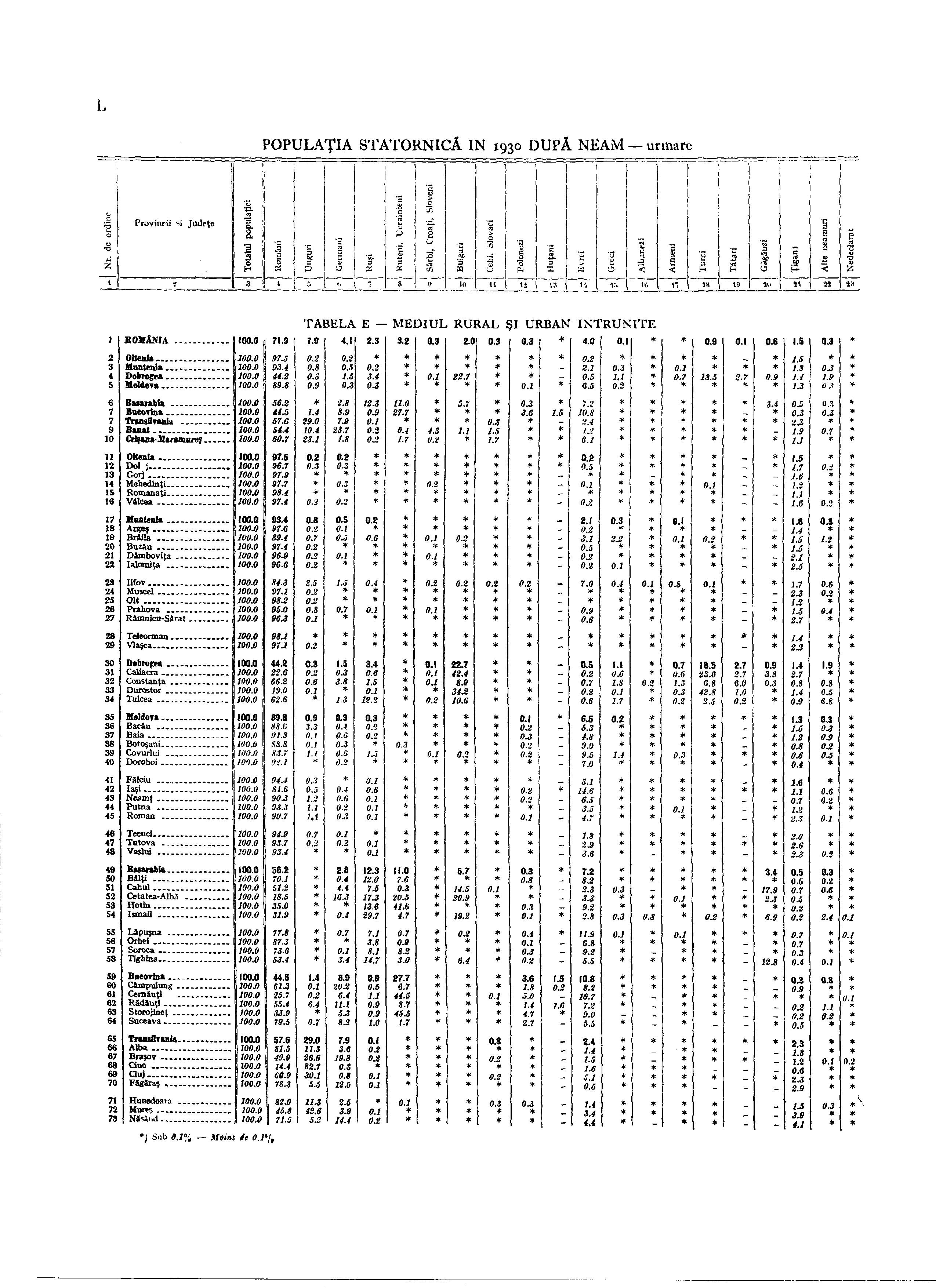
Gruparea județelor pe provincii
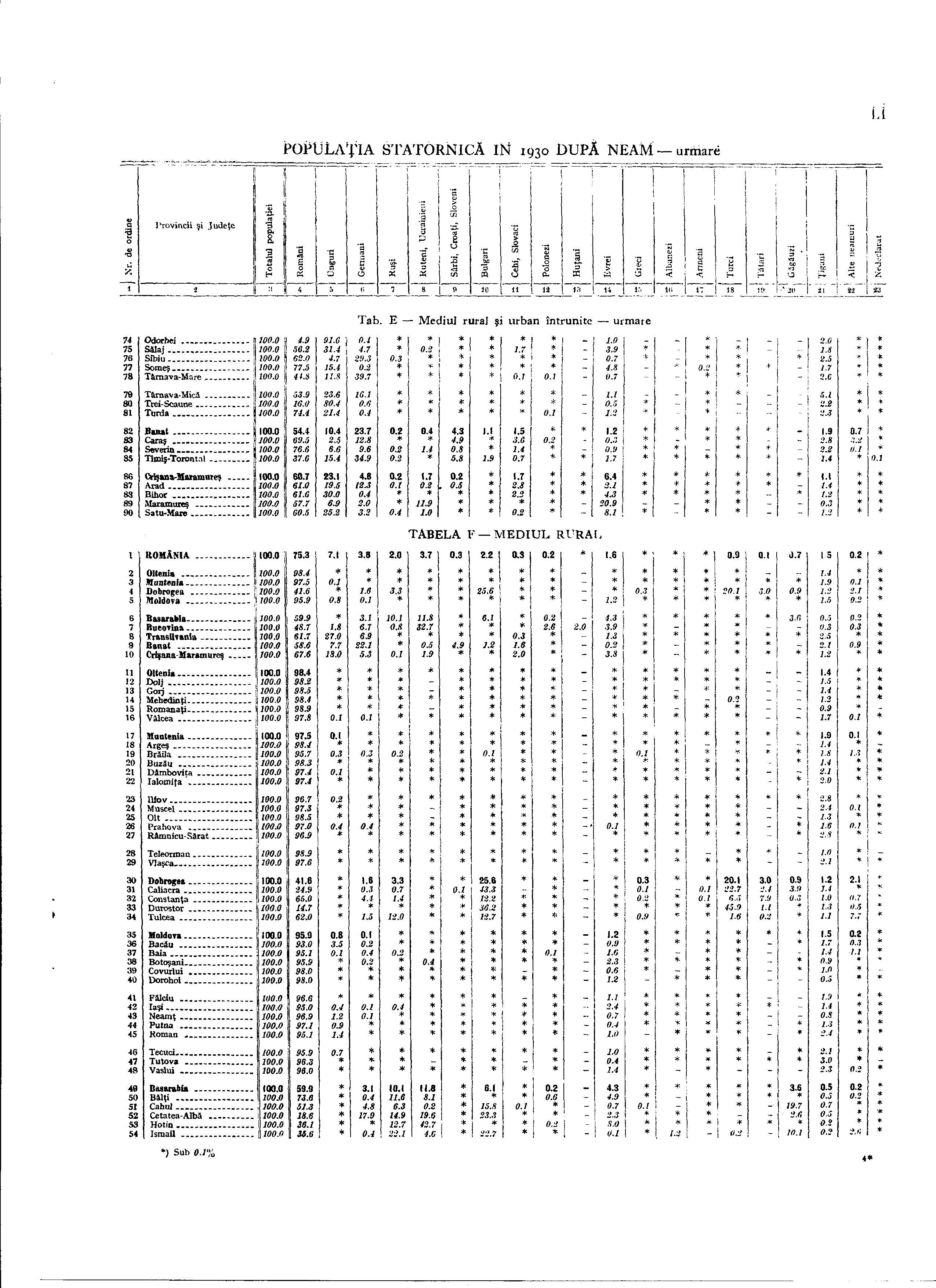
Gruparea județelor pe provincii
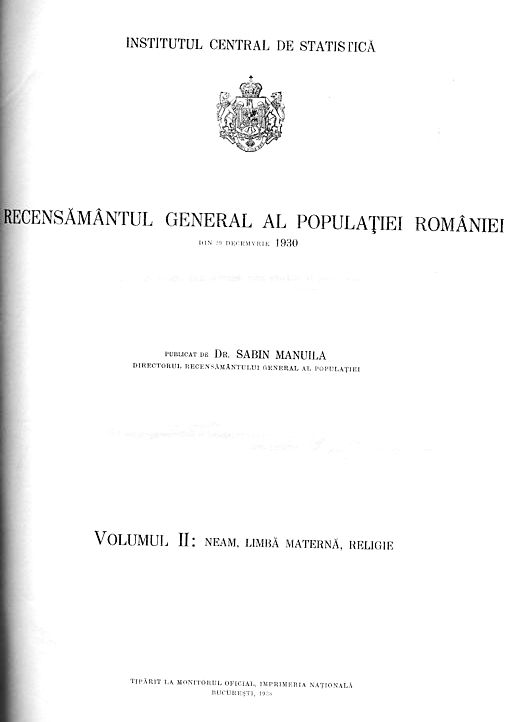
Foaia de titlu